# Ленглівілл (Іллінойс)
Ленглівілл (англ. Langleyville) — переписна місцевість (CDP) в США, в окрузі Крістіан штату Іллінойс. Населення — 391 особа (2020).

## Географія
Ленглівілл розташований за координатами 39°33′40″ пн. ш. 89°21′37″ зх. д. / 39.56111° пн. ш. 89.36028° зх. д. (39.561107, -89.360255).  За даними Бюро перепису населення США в 2010 році переписна місцевість мала площу 1,02 км², уся площа — суходіл.

## Демографія
Згідно з переписом 2010 року, у переписній місцевості мешкали 432 особи в 159 домогосподарствах у складі 115 родин. Густота населення становила 424 особи/км².  Було 167 помешкань (164/км²).
Расовий склад населення:
| - 97,7 % — білих - 0,5 % — чорних або афроамериканців - 1,9 % — осіб інших рас |

До двох чи більше рас належало 0,0 %. Частка іспаномовних становила 1,9 % від усіх жителів.
За віковим діапазоном населення розподілялося таким чином: 26,2 % — особи молодші 18 років, 62,9 % — особи у віці 18—64 років, 10,9 % — особи у віці 65 років та старші. Медіана віку мешканця становила 38,5 року. На 100 осіб жіночої статі у переписній місцевості припадало 104,7 чоловіків;  на 100 жінок у віці від 18 років та старших — 104,5 чоловіків також старших 18 років.
Середній дохід на одне домашнє господарство  становив 68 820 доларів США (медіана — 78 088), а середній дохід на одну сім'ю — 86 564 долари (медіана — 91 625). 
Цивільне працевлаштоване населення становило 207 осіб. Основні галузі зайнятості: виробництво — 28,5 %, освіта, охорона здоров'я та соціальна допомога — 16,4 %, роздрібна торгівля — 12,1 %, фінанси, страхування та нерухомість — 11,1 %.